# Kirchenruine Hunsdorf

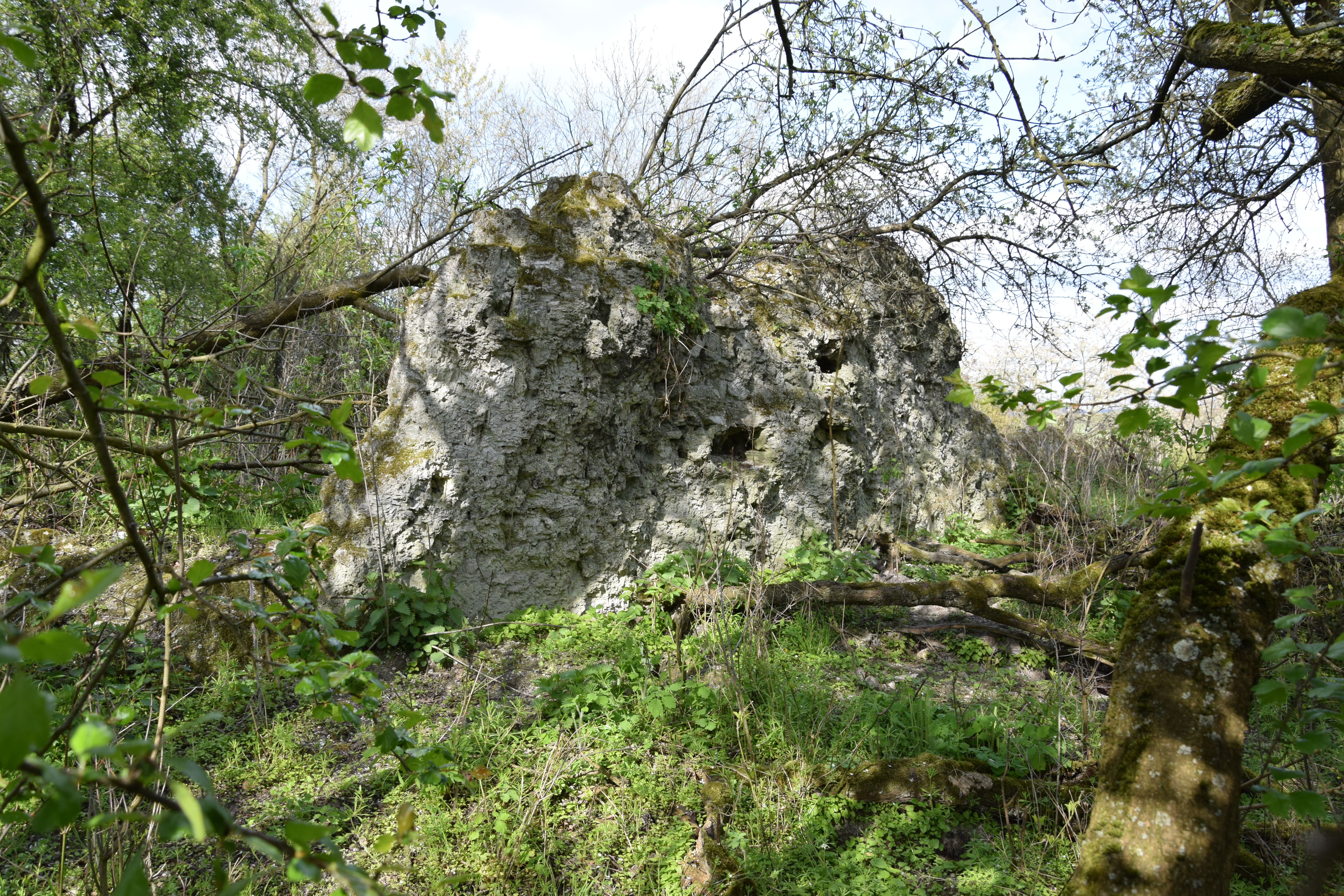
Ruine der Kirche Hunsdorf

Die Kirchenruine Hunsdorf befindet sich zwischen den Dörfern Steigerthal und Buchholz im Landkreis Nordhausen in Thüringen.
Sie war die Kirche des wüst gefallenen Dorfes Hunsdorf, auch Hohnsdorf oder Hunoldsdorf genannt. Es sind nur mehr Ruinenreste, ein Wall und ein Graben vorhanden. Man erkennt noch die Grundmauern der ehemaligen Kirche. 

## Geschichte
Nachdem das 1372 in einer Grenzbeschreibung als intakt bezeichnete Dorf Hunsdorf 1412 im Fleglerkrieg zerstört worden war, zogen die Bewohner nach Steigerthal und Buchholz. Seit 1952 ist die Wüstung Bodendenkmal.